# Rosnay-l’Hôpital
Rosnay-l’Hôpital település Franciaországban, Aube megyében. Lakosainak száma 160 fő (2022. január 1.). Rosnay-l’Hôpital Bétignicourt, Blignicourt, Braux, Courcelles-sur-Voire, Lassicourt, Perthes-lès-Brienne, Saint-Christophe-Dodinicourt és Yèvres-le-Petit községekkel határos.

## Népesség
A település népessége az elmúlt években az alábbi módon változott:
| Lakosok száma | 247  | 227  | 215  | 215  | 225  | 212  | 181  | 176  | 169  | 160  |
|               | 1968 | 1982 | 1999 | 2006 | 2011 | 2015 | 2017 | 2018 | 2020 | 2022 |